# Victor Hall (cầu thủ bóng đá)
Victor Hall (1884 – 1966) là một cầu thủ bóng đá người Anh thi đấu cho Stoke.

## Sự nghiệp
Hall sinh ra ở Ashton-under-Lyne và thi đấu bóng đá nghiệp dư cùng với Macclesfield Town trước khi gia nhập Stoke năm 1910. Ông thi đấu một trận cho đội chính với chiến thắng 1–0 trước Aberdare trong mùa giải 1910–11 trước khi trở lại bóng đá nghiệp dư cùng với Macclesfield Town.

## Thống kê sự nghiệp
| Câu lạc bộ          | Mùa giải            | Giải vô địch | Giải vô địch | Cúp FA  | Cúp FA    | Tổng    | Tổng      |
| Câu lạc bộ          | Mùa giải            | Số trận      | Bàn thắng    | Số trận | Bàn thắng | Số trận | Bàn thắng |
| ------------------- | ------------------- | ------------ | ------------ | ------- | --------- | ------- | --------- |
| Stoke               | 1910–11             | 1            | 0            | 0       | 0         | 1       | 0         |
| Tổng cộng sự nghiệp | Tổng cộng sự nghiệp | 1            | 0            | 0       | 0         | 1       | 0         |